# Ashley Greene
Ashley Greene, celým jménem Ashley Michele Greene (* 21. února 1987 Jacksonville, Florida), je americká filmová a televizní herečka a modelka. Proslulost ji přinesla role Alice Cullenové ve filmu Stmívání.

## Osobní život
Narodila se Michele a Joeovi Greeneovým v Jacksonvillu. Matka pracuje v pojišťovnictví a otec je bývalý americký námořník, který nyní podniká. Studovala Wolfsonskou střední školu. Když jí bylo 17, přestěhovala se do Los Angeles v Kalifornii, kde studovala Lee Strasberg Institute. Má jednoho staršího sourozence Joea, který stále žije s rodiči v Jacksonvillu.
16. září 2022 se jí narodila dcera Kingsley.

## Kariéra
Pracovala jako modelka pro firmy Vision NYC, New Englands Model Group, IMG Models, Spirit Agency, ID Models. Předváděla pro firmy Feng Junk, mark. a Satura.
Chtěla se stát herečkou a v roce 2006 se jí to podařilo hostováním v seriálu Drzá Jordan, Žralok a Napálené celebrity. Nejvíce se zviditelnila rolí Alice Cullenové v sáze Stmívání, ve stejnojmenném filmu Stmívání (Twilight). Má za sebou i druhé pokračování ságy s názvem Nový měsíc (The Twilight Saga: New Moon), třetí film ze ságy Zatmění (The Twilight Saga: Eclipse), první část čtvrtého dílu Rozbřesk – 1. část (The Twilight saga: Breaking Dawn - Part 1 a druhou část Rozbřesk – 1. část (The Twilight Saga: Breakind Dawn - Part 2.
Film Skateland, ve kterém si zahrála roli Michelle Burkham měla premiéru na filmovém festivalu Sundance v roce 2010.
S hercem Kellanem Lutzem, se kterým již hrála v sáze Stmívání, se na plátně znovu setkala ve filmu A Warrior's Heart, také si zahrála ve thrillerovém filmu Moje krev a Zjevení. Po boku Miley Cyrus a Demi Moore si zahrála ve filmu LOL v roce 2012. O rok později se objevila v historickém snímku CBGB: Kolébka punku, o bývalém Manhattanském hudebním klubu.

## Osobní život
Od roku 2007 do roku 2009 chodila s hercem ze seriálu Super drbna Chacem Crawfordem. Mezi lety 2010-11 chodila se zpěvákem Joem Jonasem. Od května 2013 chodí s australským hercem Paulem Khourym. V roce 2018 se vzali.
21. září oznámila Ashley prostřednictvím instagramu,že se jí 16. září narodila dcera. Dcera dostala jméno Kingsley Rainn Khoury

## Filmografie

### Film
| Rok           | Název                             | Role                 |
| ------------- | --------------------------------- | -------------------- |
| 2007          | King of California                | zákazník v McDonaldu |
| 2008          | Otis                              | Kim                  |
| 2008          | Stmívání                          | Alice Cullen         |
| 2009          | Moje krev                         | Summer Matthews      |
| 2009          | Twilight sága: Nový měsíc         | Alice Cullen         |
| 2010          | Skateland                         | Michelle Burkham     |
| 2010          | Radio Free Albemuth               | Rhonda               |
| 2010          | A Warrior's Heart                 | Brooklyn             |
| 2010          | Twilight sága: Zatmění            | Alice Cullen         |
| 2011          | Máslo                             | Katilen Pickler      |
| 2011          | Twilight sága: Rozbřesk – 1. část | Alice Cullen         |
| 2012          | Zjevení                           | Kelly                |
| 2012          | Twilight sága: Rozbřesk – 2. část | Alice Cullen         |
| 2012          | LOL                               | Ashley               |
| 2012          | The Boom Boom Room                | Adeline Winter       |
| 2013          | CBGB: Kolébka punku               | Lisa Kristal         |
| 2013          | Random                            | Violet               |
| 2014          | Wish I Was Here                   | Janine               |
| 2014          | Burying the Ex                    | Evelyn               |
| 2015          | Staten Island Summer              | Krystal Maniucucci   |
| 2015          | Shangri-La Suite                  | Priscilla Presley    |
| 2016          | Urge                              | Theresa              |
| 2016          | In Dubious Battle                 | Danni Stevens        |
| 2016          | Max & Me                          | Rachel (hlas)        |
| 2018          | Antiquities                       | Ellie                |
| 2018          | Accident Man                      | Charlie Adams        |
| 2019          | Šokující odhalení                 | Abby Huntsman        |
| 2020          | Blackjack: The Jackie Ryan Story  | Jenny Burke          |
| 2021          | Spoušť                            | Zoe Anderson         |
| 2021          | Poslední šance                    | Natalie Dadich       |
| 2022          | Wrong Place                       | Chloe Richards       |
| bude oznámeno | The Retirement Plan               | Ashley               |
| bude oznámeno | The Immaculate Room               | bude oznámeno        |
| bude oznámeno | Some Other Woman                  | Renata               |

### Televize
| Rok       | Název                | Role          | Poznámky                          |
| --------- | -------------------- | ------------- | --------------------------------- |
| 2005      | Napálené celebrity   | Přítelkyně    | díl 6.7                           |
| 2006      | Drzá Jordan          | Ann Rappaport | díla: The Elephant in the Room    |
| 2006      | MADtv                | Amber         | díl 11.17                         |
| 2006      | Desire               | Renata        | 7 dílů                            |
| 2008      | Žralok               | Natalie Faber | díl: Partners in Crime            |
| 2011–12   | Pan Am               | Amanda Mason  | vedlejší role, 5 dílů             |
| 2012      | Americana            | Alice         | neprodaný televizní pilotní díl   |
| 2016      | Hell's Kitchen       | Samu          | díl: Dancing in the Grotto        |
| 2016–2017 | Darebák              | Mia Rochland  | hlavní role (3.–4. řada)          |
| 2019      | Christmas on My Mind | lucy Lovett   | TV film                           |
| 2019      | Step Up: High Water  | Nine Sanders  | internetový seriál, vedlejší role |
| 2020      | Kouzelný náramek     | Holly Hayes   | TV film                           |

### Hudební video
| Rok  | Název                                | Umělec  | Poznámky |
| ---- | ------------------------------------ | ------- | -------- |
| 2005 | Lyudi Invalidy/ Dangerous and Moving | t.A.T.u |          |

### Videohry
| Rok  | Název                       | Role                     | Poznámky |
| ---- | --------------------------- | ------------------------ | -------- |
| 2015 | Batman: Arkham Knight       | Barbara Gordon / Batgirl |          |
| 2015 | Batgirl: A Matter of Family | Barbara Gordon / Batgirl |          |